# Temporary management
Per Temporary management si intende l'affidamento della gestione di un'impresa o di una sua parte a manager altamente preparati e motivati, al fine di garantire continuità all'organizzazione, accrescendone le competenze manageriali già esistenti, e risolvendone al contempo alcuni momenti critici, sia negativi  (tagli, riassestamento economico e finanziario) che positivi (crescita, sviluppo di nuovi business). Per il successo di un intervento è fondamentale che al temporary manager vengano fornite tutte le opportune leve (soprattutto poteri e deleghe, laddove necessario). Il Temporary Management rappresenta di fatto terza via, accanto alla consulenza e alla dirigenza tradizionale, attraverso la quale l'azienda può dotarsi di risorse finalizzate a migliorare performance e capacità di gestione. Molto spesso, per accelerare la presa di contatto con il problema e il disegno della soluzione, i manager cui si fa ricorso sono in genere sovradimensionati rispetto all'incarico.

## Storia
L'attività di gestione temporanea d'impresa nacque in Italia nel 1987 ad opera di Albino Collini della società TIM s.r.l. di Milano. Subito dopo, all'inizio del 1989, nacque Contract Manager s.r.l. di Milano ad opera di Angelo Vergani. Queste due società sono state pioniere in Italia e hanno dato origine ad un nuovo settore e ad una nuova professione, che ha dato lavoro a migliaia di manager.
È del 1991 il primo testo sul temporary management: CONTRACT MANAGER: Direttore Generale Affittasi a cura di Angelo Vergani (Presidente di CONTRACT MANAGER s.r.l. Milano), Franco Angeli.

## Descrizione
Il temporary manager è una risorsa senior in termini di professionalità e di esperienza, che ha lavorato con successo e per molti anni in aziende dalle dimensioni diverse, maturando così le competenze necessarie per possedere una elevata flessibilità e adattabilità alle diverse situazioni aziendali.
I tempi di azione di un temporary manager possono essere differenti. I progetti brevi hanno una durata compresa tra i 9 e i 12 mesi; i progetti lunghi  arrivano ai 18-36 mesi se coinvolgono principalmente interventi di ristrutturazione e rilancio. Gli ambiti di intervento possono variare dalla direzione generale alla direzione di amministrazione, finanza e controllo; dalla produzione alla logistica e agli acquisti; dal marketing alle vendite; dalle risorse umane all'information technology, al project management.
Il rapporto contrattuale può essere diretto tra l'azienda e il temporary manager indipendente oppure avvenire attraverso una società specializzata di temporary management.

## Legislazione italiana
In ambito legislativo, esistono diversi provvedimenti a livello locale/regionale (Umbria, la prima; Friuli Venezia Giulia quella che ha prodotto il migliore articolato), oltre ad un disegno di legge nazionale bipartisan (Cazzola-Mosca) mirato a favorire incentivi di natura fiscale per le PMI che utilizzino lo strumento del temporary management. 
Ci sono poi bandi riconducibili alle tematiche del temporary management .

## Fractional Management
Il Fractional Management (di seguito FM) è una particolare declinazione del Temporary Management nata dalla domanda da parte di aziende molto piccole (es. sotto i 5 milioni di fatturato), per le quali il classico temporary manager a tempo pieno potrebbe risultare troppo oneroso, sia in funzione dei tempi che dei costi. Viene spesso utilizzato anche in aziende relativamente più grandi (es. fino a 20 milioni o a partire da 100-150 dipendenti) per alcune funzioni di staff che necessitano di una guida operativa (soprattutto Risorse Umane, ma anche Finanza) specie in fasi di crescita e sviluppo accelerato. In talune situazioni, come negli USA, l’azienda può anche disporre di un Board (Comitato Strategico) virtuale part time . 
In tutti questi casi il Temporary Manager si trova ad operare in modalità part time su più clienti nello stesso periodo di tempo. 
Le caratteristiche di base del Fractional Manager sono le stesse del Temporary Manager: elevata professionalità ed esperienza di gestione, motivazione nella ricerca di un progetto e delle relative sfide; approccio manageriale più che consulenziale.